# Kalevipoeg

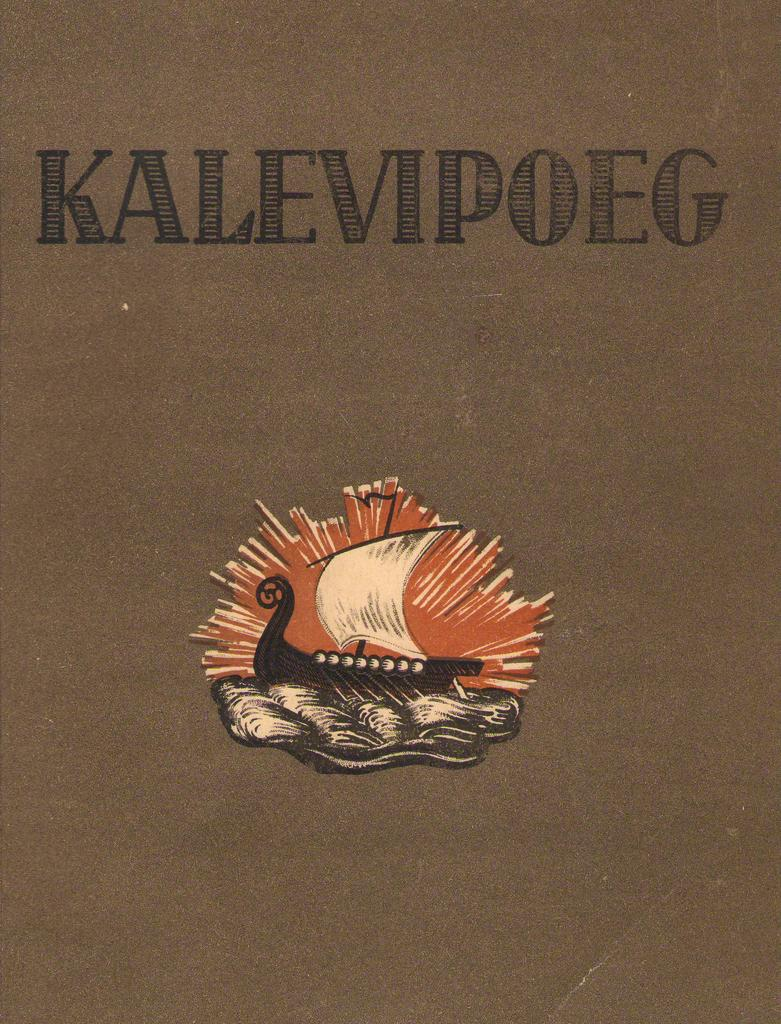
Illustration till Kalevipoeg av Kristjan Raud (1935)

Kalevipoeg är Estlands nationalepos. Kalevipoeg har samma ursprung som Finlands nationalepos Kalevala. Det författades i mitten av 1800-talet av Friedrich Reinhold Kreutzwald, som främst sammanställde motiv ur estnisk folkdiktning med Kalevala som förebild. Det publicerades första gången 1857–1861 och samlades i bokform 1862.

## Beskrivning
Kalevipoeg, "Kalevs son", är huvudpersonen i esternas episka folkdiktning. Stödd på barndomsminnen och eggad av den första Kalevala-upplagan (1835) hade F. R. Fählmann samlat dikter och sägner om Kalevsonen, då arbetet avbröts av hans död. På 1850-talet företog sig Friedrich Reinhold Kreutzwald att ordna av honom och andra i Estland samlade visor och sagor till ett helt, under titeln "Kalevipoeg" (tryckt i "Verhandlungen der gelehrten estnischen gesellschaft", IV: 1-4, V: 1-3, Dorpat 1857-61), på estniska med motstående tysk översättning av K. Reinthal. De till cykeln hörande sagorna, vilka antogs vara rester av äldre, nu upplösta sånger, återgav Kreutzwald i en på det hela taget lyckad metrisk form och infogade dem emellan de till antalet färre, i versform funna styckena. Den form, som han gav esternas nationalepos, omfattar 20 sånger med tillsammans 19 043 rader i vanlig runometer (4-fotad trokaisk vers).

## Handling
Kalev (som även givit sitt namn åt Kalevala), Estlands förste konung, hade med sin maka, Linda, tre söner; den yngste av dem, Kalevipoeg, är sagans hjälte. Han är godmodig med övermänsklig kroppsstyrka. Under sönernas frånvaro bortrövas modern av en trollkarl från Finland; denne träffas av åskan, och hon förvandlas till en klippa. Sökande efter modern, simmar Kalevipoeg över havet till Finland. Kalevipoeg finner rövaren och dödar honom. Hos en vapensmed köper han därefter ett ypperligt svärd (vilket han prövar på städet liksom Sigurd Fafnes-bane). Kalevipoeg dödar skamligt smedens son och ådrager sig faderns förbannelse: svärdet skall bli hans egen bane. Återkommen till hemmet, blir Kalevipoeg efter ett kraftprov sin faders efterträdare. Han griper sig an med landets odling och rovdjurens utödande. Under hans sömn stjäl en trollkarl svärdet, men tappar det i en flod. På sin fortsatta vandring kommer Kalevipoeg även till helvetet och räddar tre systrar ur Sarviks (den behornades) våld. För att finna världens ände seglar Kalevipoeg senare med ett av silver byggt fartyg till Lappland, får där till styrman den vise lappen Varrak (som i lön får en gammal lagbok) och fortsätter färden. Efter åtskilliga äventyr, bakom vilka troligen gömma sig geografiska minnen (bl. a. från Island), återvänder Kalevipoeg. Än en gång besöker han helvetet, övervinner djävulen och smider honom vid en klippa. Från havet komma fientliga järnmän (tyska riddare), och då först fäller Kalevipoeg modet. Han gräver ned sina skatter. Med knapp nöd segra esterna. Kalevipoeg överlämnar sin makt åt Olevipoeg och drager sig undan i ensamhet till ödemarken. Slutligen ger hans eget förlorade svärd honom döden. Dock skall han (liksom kejsar Fredrik II och Holger Danske) en gång återkomma.

## Betydelse
Den estniska sagan har många beröringspunkter med den finska; Kalevipoeg själv synes vara identisk med Kalevalas Kullervo. Många enskildheter påminna om skandinaviskt (eller germanskt) och kristligt inflytande.  Kalevipoegs dikt har haft grundläggande betydelse för esternas samling till ett folk, för deras nationalkänsla och estetiska kultur och har mäktigt främjat det folkloristiska samlarnitet bland esterna. 

## På svenska
Kalevipoeg översattes till svenska av Alex Milits och gavs ut av Invandrarförlaget 1999 med illustrationer av Erik Haamer, och omslagsillustration av Oskar Kallis. Tidigare fanns det bara utvalda delar i svensk översättning.